# 塔姆蓟马属
塔姆蓟马属（学名：Tameothrips）是昆虫纲缨翅目蓟马科的一属。

## 物种
全球生物物种名录（Catalogue of Life）收录了本属以下2种：
- 芦竹塔姆蓟马 Tameothrips arundo Tyagi, Kumar & Chauhan, 2015
- Tameothrips tamicola （Begnall，1914）